# Lock, Stock and Two Smoking Barrels
Lock, Stock and Two Smoking Barrels är en brittisk film från 1998 skriven och regisserad av Guy Ritchie.

## Handling
Fyra killar blir skyldiga porrkungen Harry Lonsdale en halv miljon pund efter en misslyckad match i Three card brag (ett kortspel, ganska likt poker). De får veta att ett annat gäng ska råna ett hus fyllt av marijuana och bestämmer sig för att ta deras byte.

## Rollista (urval)
- Jason Flemyng – Tom
- Dexter Fletcher – Soap
- Nick Moran – Eddie
- Jason Statham – Bacon
- Steven Mackintosh – Winston
- Nicholas Rowe – J
- Nick Marcq – Charles
- Charles Forbes – Willie
- Vinnie Jones – Big Chris
- Sting – JD